# Séreilhac
Séreilhac (Cerelhac en occitan) est une commune française située dans le département de la Haute-Vienne, en région Nouvelle-Aquitaine.

## Géographie

### Généralités

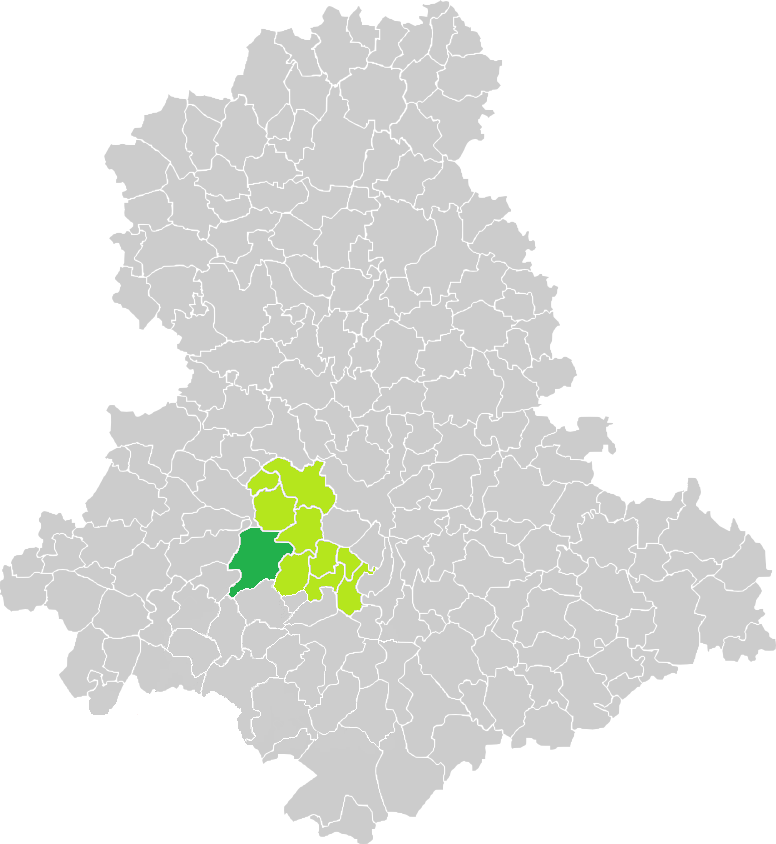
Situation de la commune de Séreilhac en Haute-Vienne.

Dans le Massif central, dans le quart sud-ouest du département de la Haute-Vienne, sur le plateau du Limousin, la commune de Séreilhac s'étend sur 38,63 km2. Située en limite extérieure du parc naturel régional Périgord-Limousin, elle fait partie de l'aire urbaine de Limoges. Elle est arrosée par un affluent de la Vienne, le Grand Rieux, qui y prend sa source.
L'altitude minimale avec 218 mètres se trouve localisée à l'extrême nord-est, là où le Petit Rieux, un affluent du Grand Rieux, quitte la commune et entre sur celle d'Aixe-sur-Vienne. L'altitude maximale avec 420 mètres est située au nord-ouest, au lieu-dit la Roche Barrat.
À l'intersection de la route nationale 21 et des routes départementales (RD) 17, 34 et 110, le bourg de Séreilhac est situé, en distances orthodromiques, six kilomètres au sud-ouest de celui d'Aixe-sur-Vienne et dix-neuf kilomètres au sud-est de Saint-Junien.
Le territoire communal est également desservi par les RD 59, 59a et 699.

### Communes limitrophes
Séreilhac est limitrophe de huit autres communes.
Au nord-ouest, la commune de Saint-Cyr est distante de moins de 500 mètres.
| Cognac-la-Forêt         | Saint-Priest-sous-Aixe | Aixe-sur-Vienne       |
| Saint-Laurent-sur-Gorre | Séreilhac              | Saint-Martin-le-Vieux |
| Gorre, Pageas           | Flavignac              |                       |

### Climat
Pour des articles plus généraux, voir Climat de la Nouvelle-Aquitaine et Climat de la Haute-Vienne.
Historiquement, la commune est exposée à un climat océanique limousin.  
En 2020, Météo-France publie une typologie des climats de la France métropolitaine dans laquelle la commune est exposée à un climat océanique altéré et est dans la région climatique  Ouest et nord-ouest du Massif Central, caractérisée par une pluviométrie annuelle de 900 à 1 500 mm, maximale en automne et en hiver.
Pour la période 1971-2000, la température annuelle moyenne est de 11,3 °C, avec une amplitude thermique annuelle de 14,8 °C. Le cumul annuel moyen de précipitations est de 1 086 mm, avec 13,7 jours de précipitations en janvier et 7,7 jours en juillet. Pour la période 1991-2020, la température moyenne annuelle observée sur la station météorologique la plus proche, située sur la commune de Nexon à 12,81 km à vol d'oiseau, est de 0,0 °C et le cumul annuel moyen de précipitations est de 0,0 mm,. Pour l'avenir, les paramètres climatiques de la commune estimés pour 2050 selon différents scénarios d’émission de gaz à effet de serre sont consultables sur un site dédié publié par Météo-France en novembre 2022.

## Urbanisme

### Typologie
Au 1er janvier 2024, Séreilhac est catégorisée commune rurale à habitat dispersé, selon la nouvelle grille communale de densité à sept niveaux définie par l'Insee en 2022.
Elle est située hors unité urbaine. Par ailleurs la commune fait partie de l'aire d'attraction de Limoges, dont elle est une commune de la couronne,. Cette aire, qui regroupe 127 communes, est catégorisée dans les aires de 200 000 à moins de 700 000 habitants,.

### Occupation des sols
L'occupation des sols de la commune, telle qu'elle ressort de la base de données européenne d’occupation biophysique des sols Corine Land Cover (CLC), est marquée par l'importance des territoires agricoles (86 % en 2018), une proportion sensiblement équivalente à celle de 1990 (86,5 %). La répartition détaillée en 2018 est la suivante : 
zones agricoles hétérogènes (67,4 %), prairies (15,6 %), forêts (11,7 %), terres arables (3 %), zones urbanisées (2,3 %). L'évolution de l’occupation des sols de la commune et de ses infrastructures peut être observée sur les différentes représentations cartographiques du territoire : la carte de Cassini (XVIIIe siècle), la carte d'état-major (1820-1866) et les cartes ou photos aériennes de l'IGN pour la période actuelle (1950 à aujourd'hui).

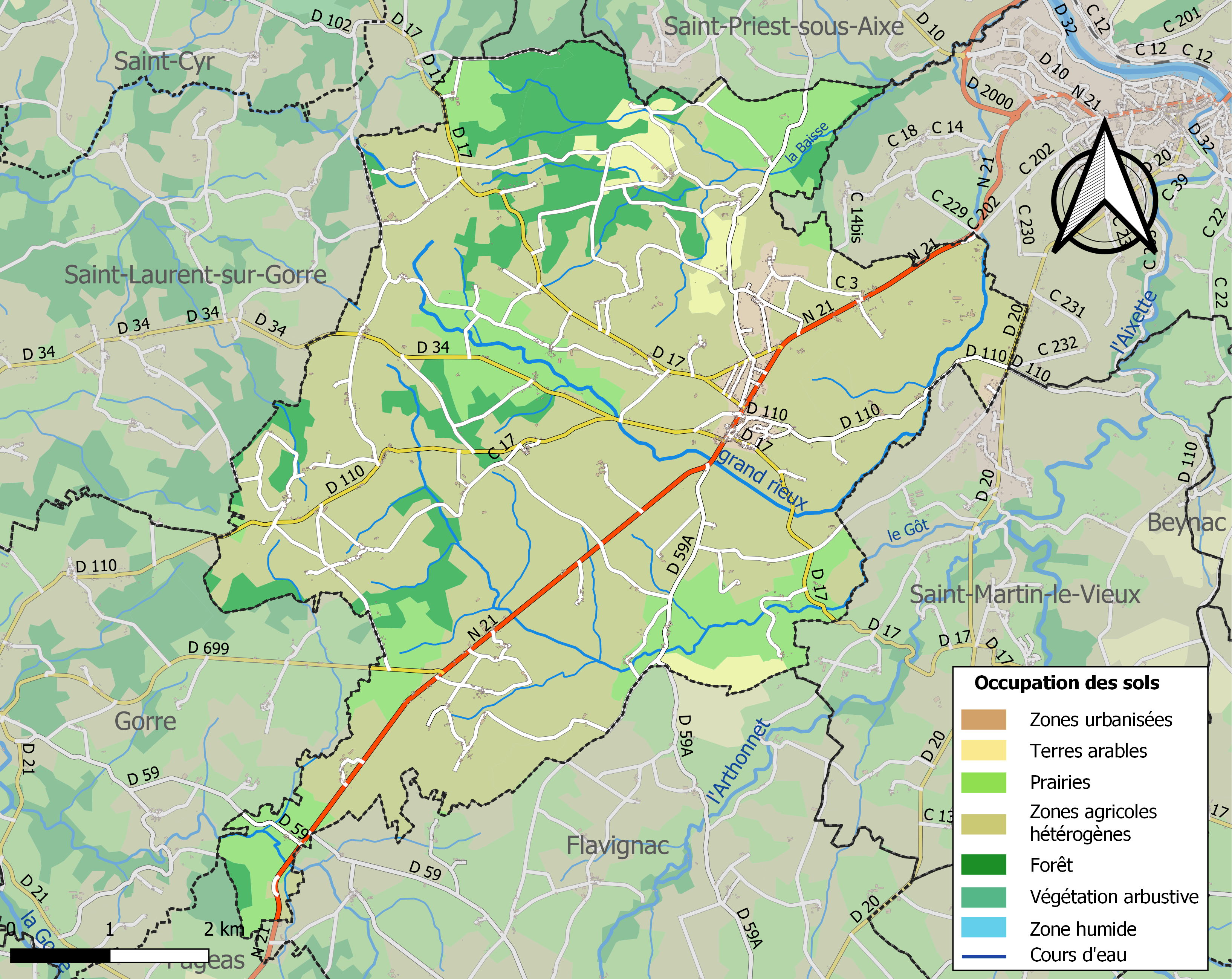
Carte des infrastructures et de l'occupation des sols de la commune en 2018 (CLC).

### Risques majeurs
Le territoire de la commune de Séreilhac est vulnérable à différents aléas naturels : météorologiques (tempête, orage, neige, grand froid, canicule ou sécheresse) et séisme (sismicité faible). Il est également exposé à un risque particulier : le risque de radon. Un site publié par le BRGM permet d'évaluer simplement et rapidement les risques d'un bien localisé soit par son adresse soit par le numéro de sa parcelle.

#### Risques naturels

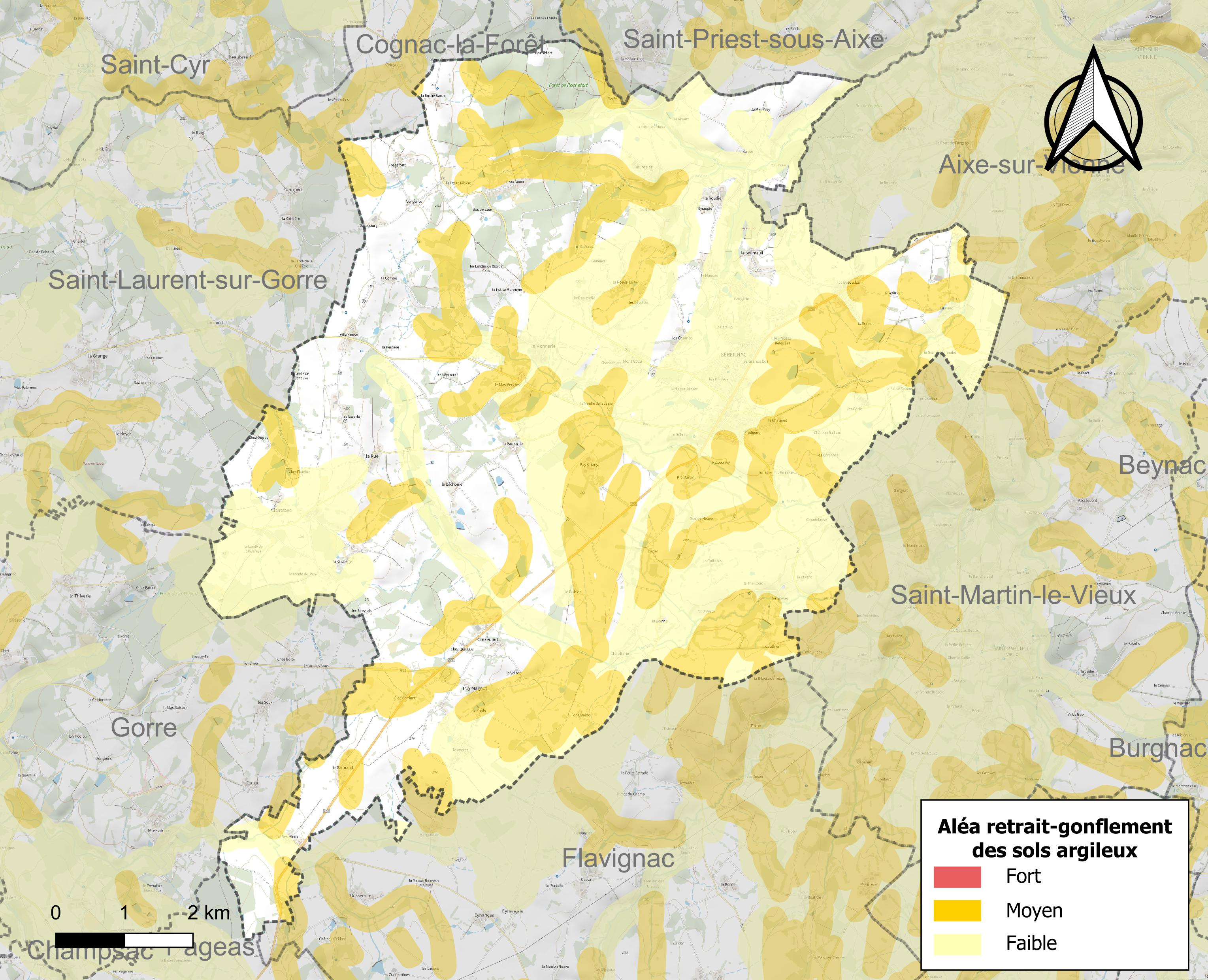
Carte des zones d'aléa retrait-gonflement des sols argileux de Séreilhac.

Le retrait-gonflement des sols argileux est susceptible d'engendrer des dommages importants aux bâtiments en cas d’alternance de périodes de sécheresse et de pluie. 31,2 % de la superficie communale est en aléa moyen ou fort (27 % au niveau départemental et 48,5 % au niveau national métropolitain). Depuis le 1er octobre 2020, en application de la loi ÉLAN, différentes contraintes s'imposent aux vendeurs, maîtres d'ouvrages ou constructeurs de biens situés dans une zone classée en aléa moyen ou fort,.
La commune a été reconnue en état de catastrophe naturelle au titre des dommages causés par les inondations et coulées de boue survenues en 1982 et 1999 et par des mouvements de terrain en 1999.

#### Risque particulier
Dans plusieurs parties du territoire national, le radon, accumulé dans certains logements ou autres locaux, peut constituer une source significative d’exposition de la population aux rayonnements ionisants. Selon la classification de 2018, la commune de Séreilhac est classée en zone 2, à savoir zone à potentiel radon faible mais sur lesquelles des facteurs géologiques particuliers peuvent faciliter le transfert du radon vers les bâtiments.

## Toponymie

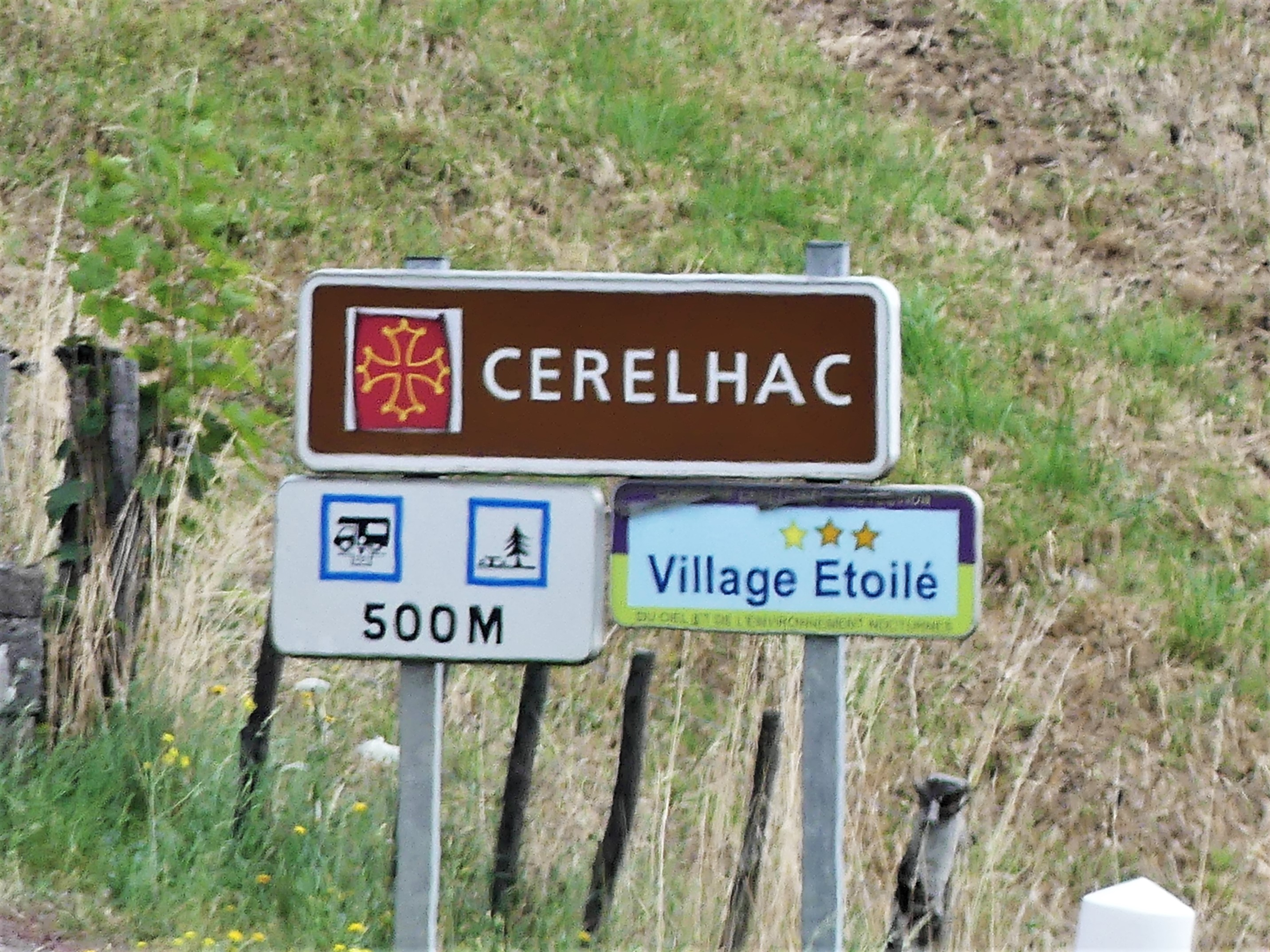
Panneau d'entrée à Séreilhac en occitan.

La commune porte le nom de Cerelhac en occitan.

## Histoire
Deux mégalithes au moins attestent de l'occupation du territoire depuis la Préhistoire.
1745 : la première carte, au 1/8 628, de Séreilhac est établie afin de figurer dans l'atlas de Trudaine pour la généralité de Limoges, avec la portion de route passant par Séreilhac (« Sereillac »), près du château de Rochefort, jusqu'à l'étang de Busserolles (« Busserol »).
Comme en témoignent la principale voie du bourg avenue de l'Occitanie, et le bar tabac L'Occitan, la commune fait partie, historiquement, de la région culturelle de l'Occitanie. Traditionnellement, on y parlait l'occitan ; deux panneaux bilingues en langue occitane reprenant le nom de la commune Cerelhac se trouvent d'ailleurs aux deux entrées du bourg, le long de la route nationale 21.

## Politique et administration

### Liste des maires
| Période                                  | Période              | Identité             | Étiquette | Qualité                                                  |
| ---------------------------------------- | -------------------- | -------------------- | --------- | -------------------------------------------------------- |
| Les données manquantes sont à compléter. |                      |                      |           |                                                          |
| 1870                                     | 1874                 | Eugène Mayeras       |           |                                                          |
| 1874                                     | 1876                 | Jacques Eugène Denis |           |                                                          |
| 1876                                     | 1878                 | Eugène Mayeras       |           |                                                          |
| 1878                                     | 1886                 | Edmond Mayeras       |           |                                                          |
| 1886                                     | mai 1908             | Jean Lacombe         |           |                                                          |
| mai 1908                                 | mai 1912             | Jean Joubert         |           |                                                          |
| mai 1912                                 | mai 1925             | Martial Vigneras     |           |                                                          |
| mai 1925                                 | octobre 1947         | Jean Dussoulier      |           |                                                          |
| octobre 1947                             | mars 1959            | Pierre Jouhaud       |           |                                                          |
| mars 1959                                | mars 2001            | Jean Rebier          |           |                                                          |
| mars 2001                                | mars 2014            | Jean-Pierre Bouissou | DVG       |                                                          |
| mars 2014                                | janvier 2017 (décès) | Éric Maneuf          | DVG       | Cadre dans les transports Adjoint au maire (2008 → 2014) |
| avril 2017                               | mai 2020             | Philippe Briat       | DVG       | Retraité, ancien premier adjoint                         |
| mai 2020                                 | En cours             | Loïc Cottin          | DVG       | Agriculteur                                              |

## Démographie
L'évolution du nombre d'habitants est connue à travers les recensements de la population effectués dans la commune depuis 1793. Pour les communes de moins de 10 000 habitants, une enquête de recensement portant sur toute la population est réalisée tous les cinq ans, les populations de référence des années intermédiaires étant quant à elles estimées par interpolation ou extrapolation. Pour la commune, le premier recensement exhaustif entrant dans le cadre du nouveau dispositif a été réalisé en 2004.

En 2022, la commune comptait 2 045 habitants, en évolution de +4,71 % par rapport à 2016 (Haute-Vienne : −0,68 %, France hors Mayotte : +2,11 %).
| 1793  | 1800  | 1806  | 1821  | 1831  | 1836  | 1841  | 1846  | 1851  |
| ----- | ----- | ----- | ----- | ----- | ----- | ----- | ----- | ----- |
| 1 406 | 1 772 | 1 804 | 2 045 | 2 093 | 2 063 | 2 002 | 2 132 | 2 132 |

| 1856  | 1861  | 1866  | 1872  | 1876  | 1881  | 1886  | 1891  | 1896  |
| ----- | ----- | ----- | ----- | ----- | ----- | ----- | ----- | ----- |
| 2 194 | 2 146 | 2 142 | 2 053 | 2 142 | 2 226 | 2 284 | 2 250 | 2 281 |

| 1901  | 1906  | 1911  | 1921  | 1926  | 1931  | 1936  | 1946  | 1954  |
| ----- | ----- | ----- | ----- | ----- | ----- | ----- | ----- | ----- |
| 2 201 | 2 200 | 2 116 | 1 895 | 1 768 | 1 685 | 1 684 | 1 639 | 1 475 |

| 1962  | 1968  | 1975  | 1982  | 1990  | 1999  | 2004  | 2006  | 2009  |
| ----- | ----- | ----- | ----- | ----- | ----- | ----- | ----- | ----- |
| 1 439 | 1 362 | 1 352 | 1 462 | 1 614 | 1 595 | 1 605 | 1 644 | 1 811 |

| 2014  | 2019  | 2022  | - | - | - | - | - | - |
| ----- | ----- | ----- | - | - | - | - | - | - |
| 1 919 | 1 989 | 2 045 | - | - | - | - | - | - |

## Culture locale et patrimoine

### Lieux et monuments

#### Patrimoine civil
- Dolmen de Chez Taraud, au nord-est du bourg.
- Menhir du Gatinaud, dit aussi Pierre Levée du Gatinaud, au sud-ouest du bourg.
- Château de Puycheny, ou Puy Cheny, datant de 1840[27].
- Château de Rochefort, manoir du XIVe siècle détruit à la Révolution française et rebâti au début du XIXe siècle[28].

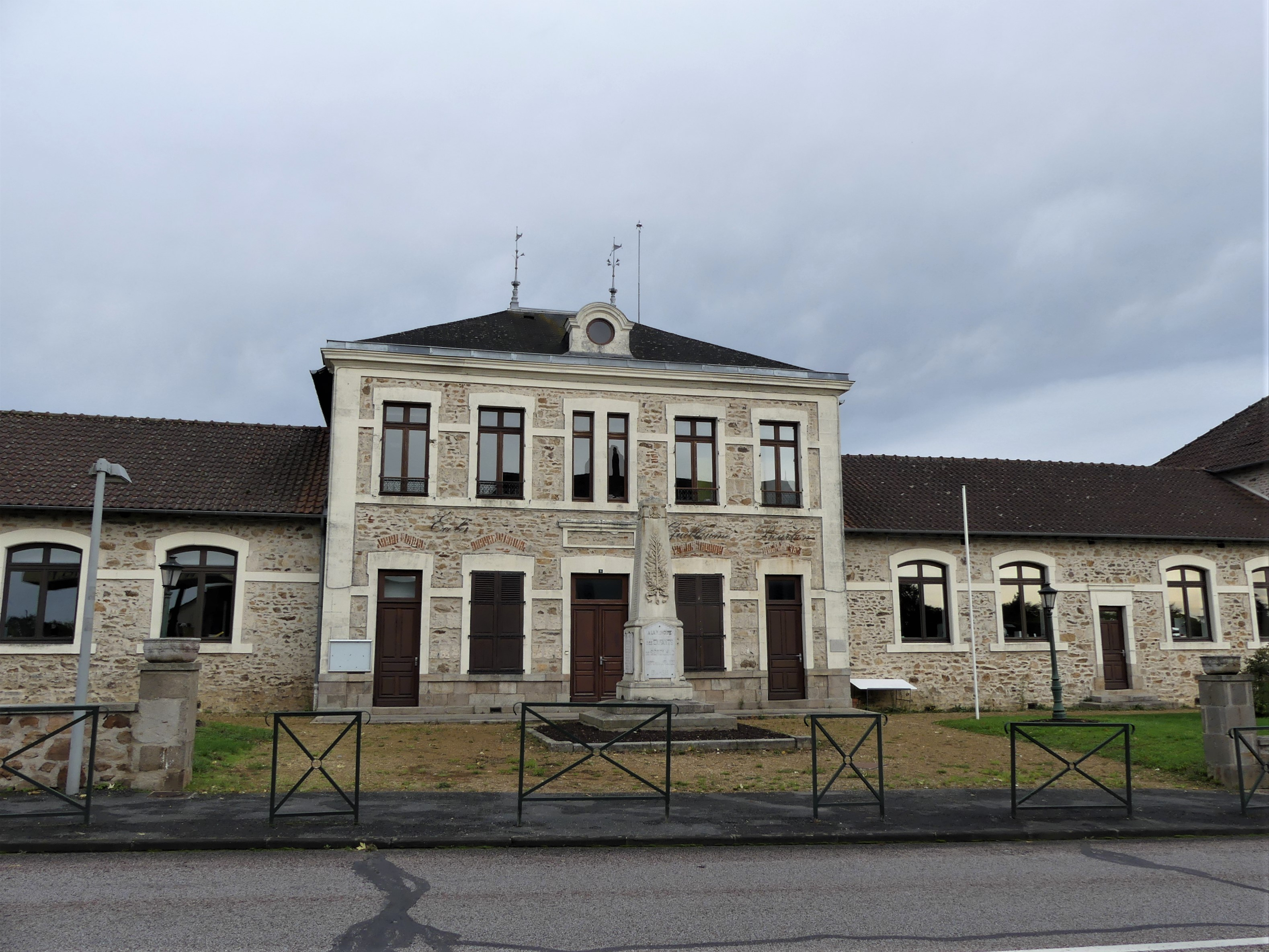
L'école.
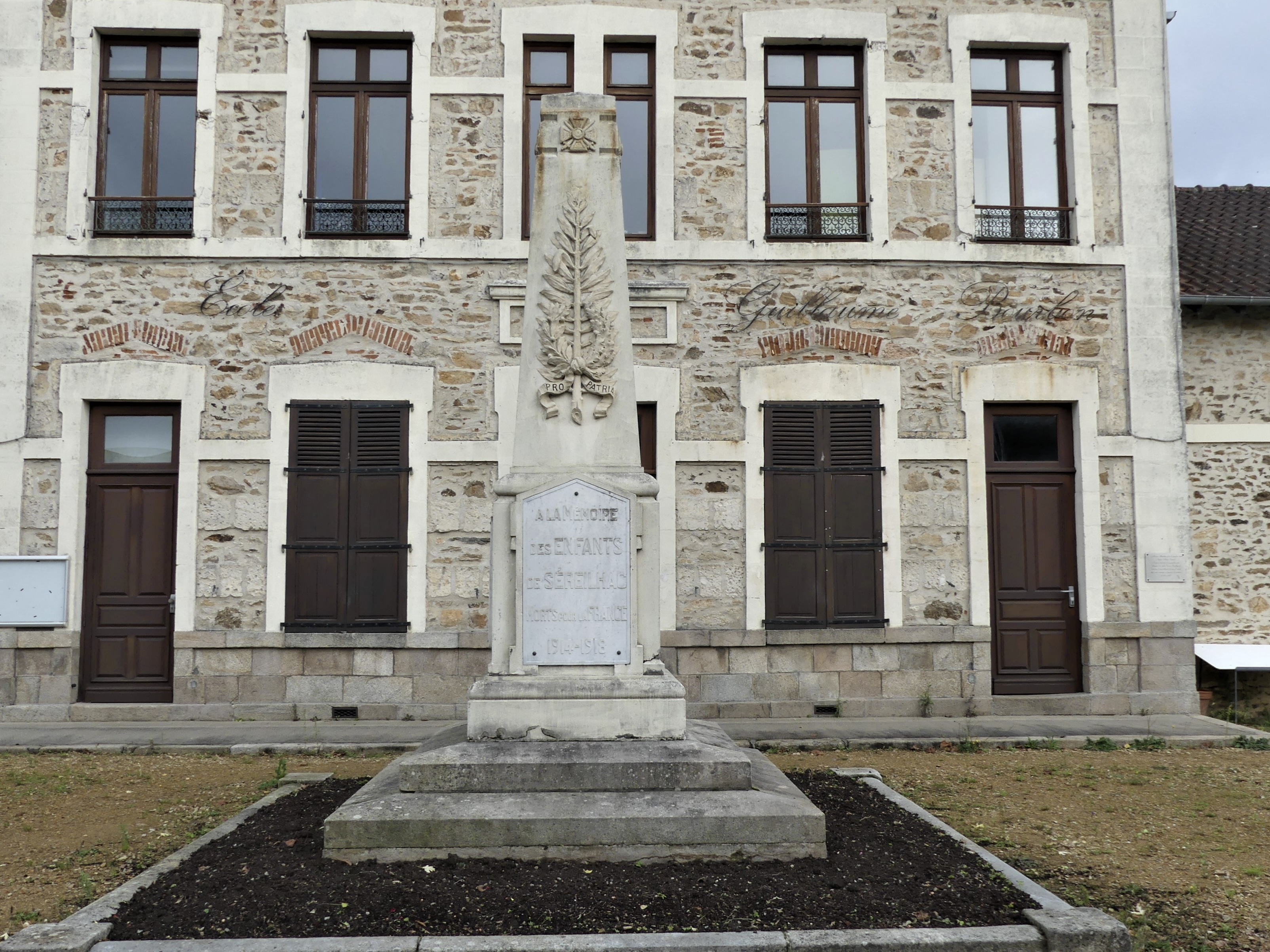
Le monument aux morts.

#### Patrimoine religieux
- Église Sainte-Eulalie-Sainte-Marie-Madeleine[29], ou Sainte-Marie-Madeleine[30], dont la construction remonte aux XIIIe et XVe siècles. Elle est inscrite à l'Inventaire général du patrimoine culturel[31].
- Oratoire Saint-Jean-Baptiste érigé au XIXe siècle[32], également appelé chapelle Saint-Jean[33].
- Une croix du XVIIIe siècle en pierre a été implantée contre la face nord du transept nord de l'église[34].
- Croix de mission de 1862, métallique[35]. Initialement installée en bordure de la route départementale 17, elle a été déplacée contre la face ouest du transept nord de l'église.

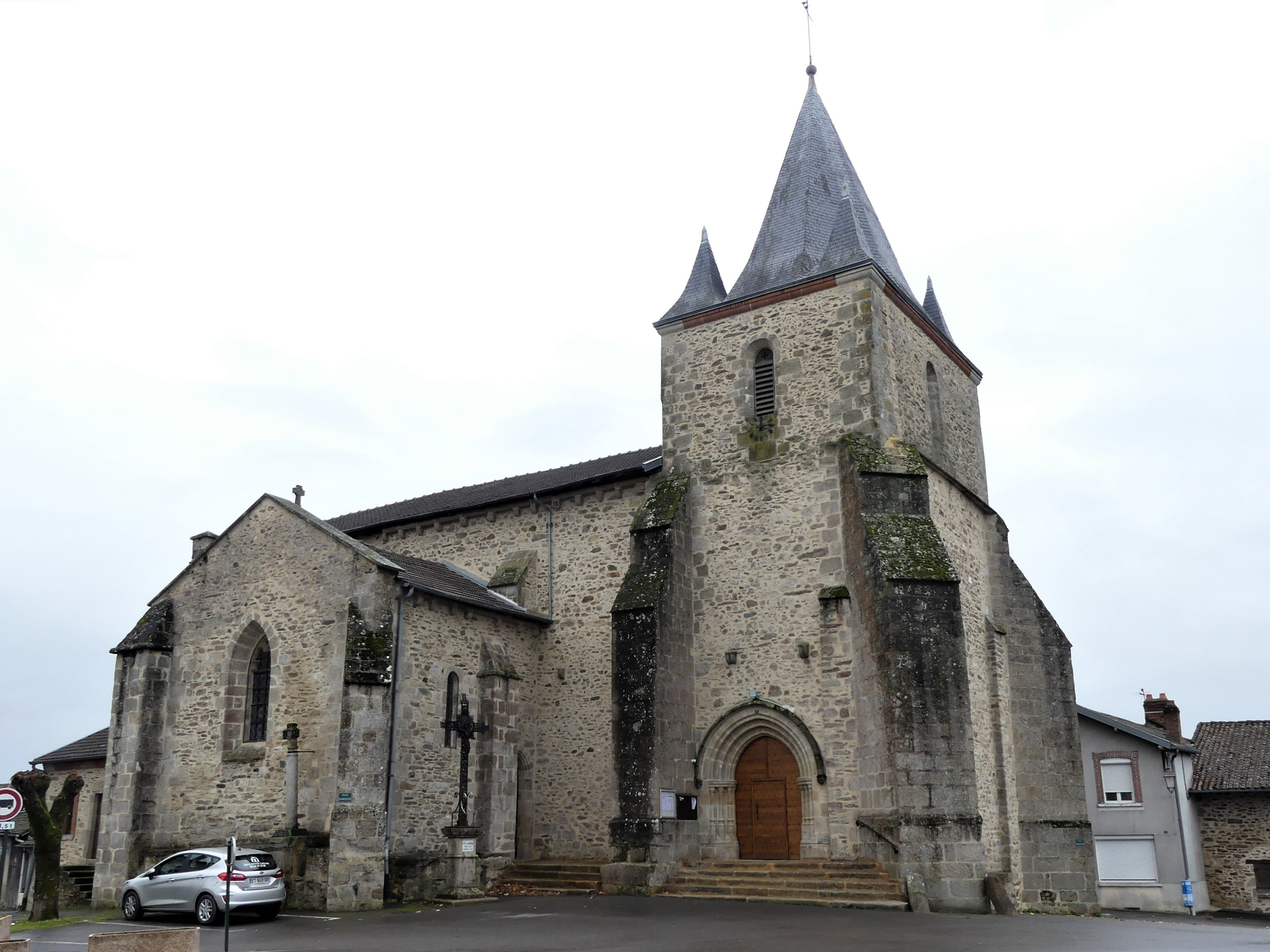
L'église Sainte-Eulalie-Sainte-Marie-Madeleine.
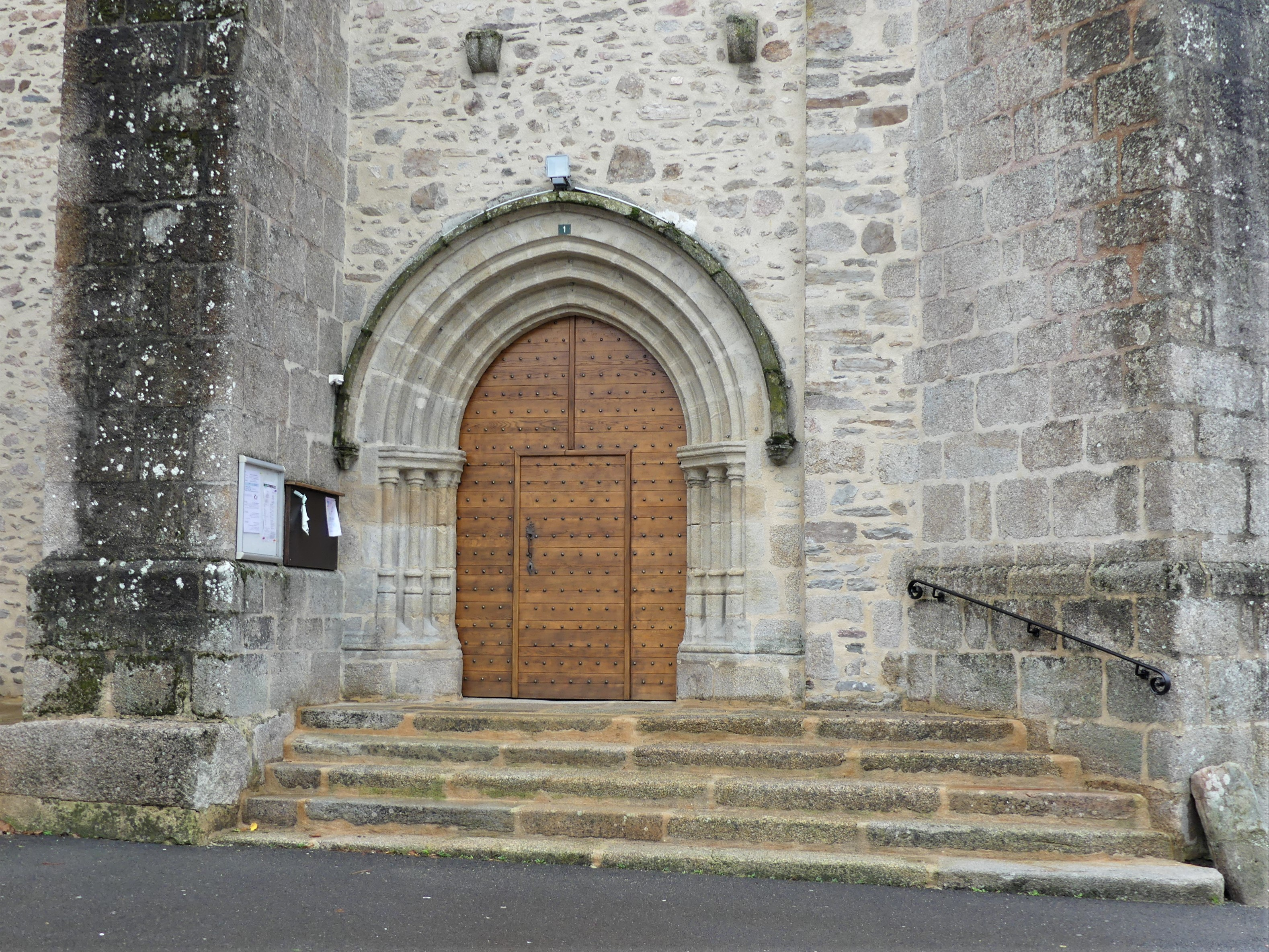
Son portail.
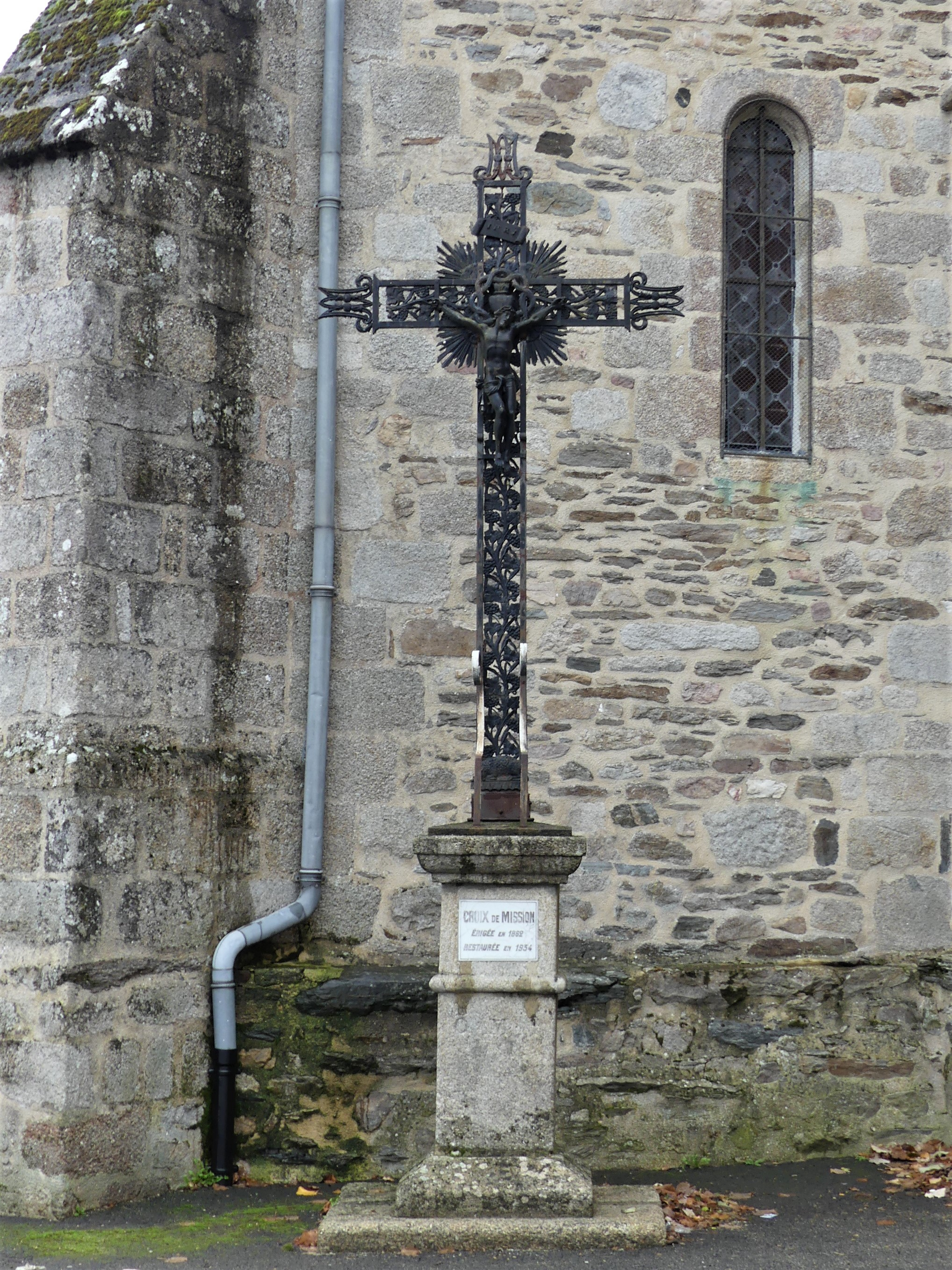
La croix de mission de 1862.
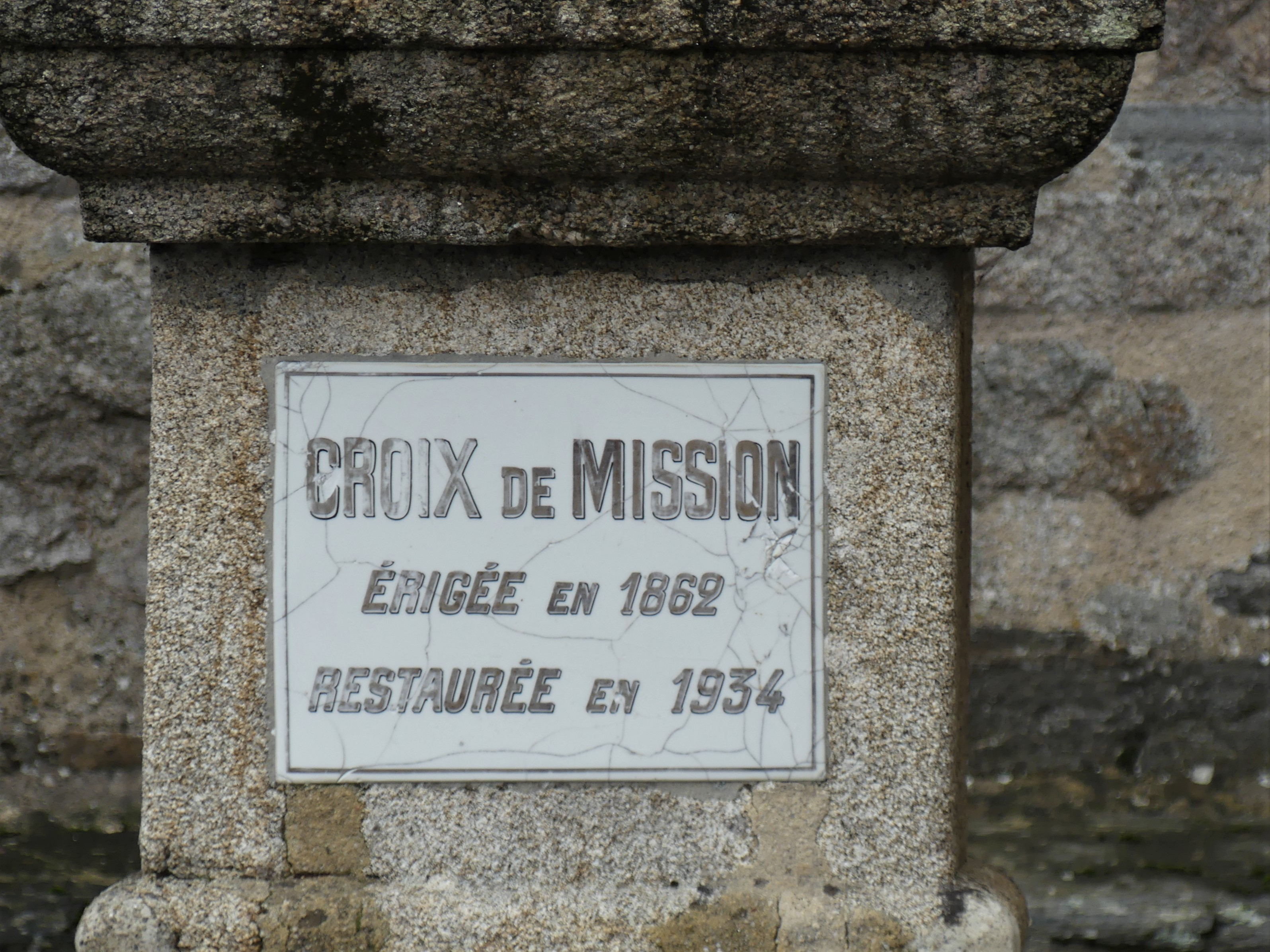
La plaque de son piédestal.
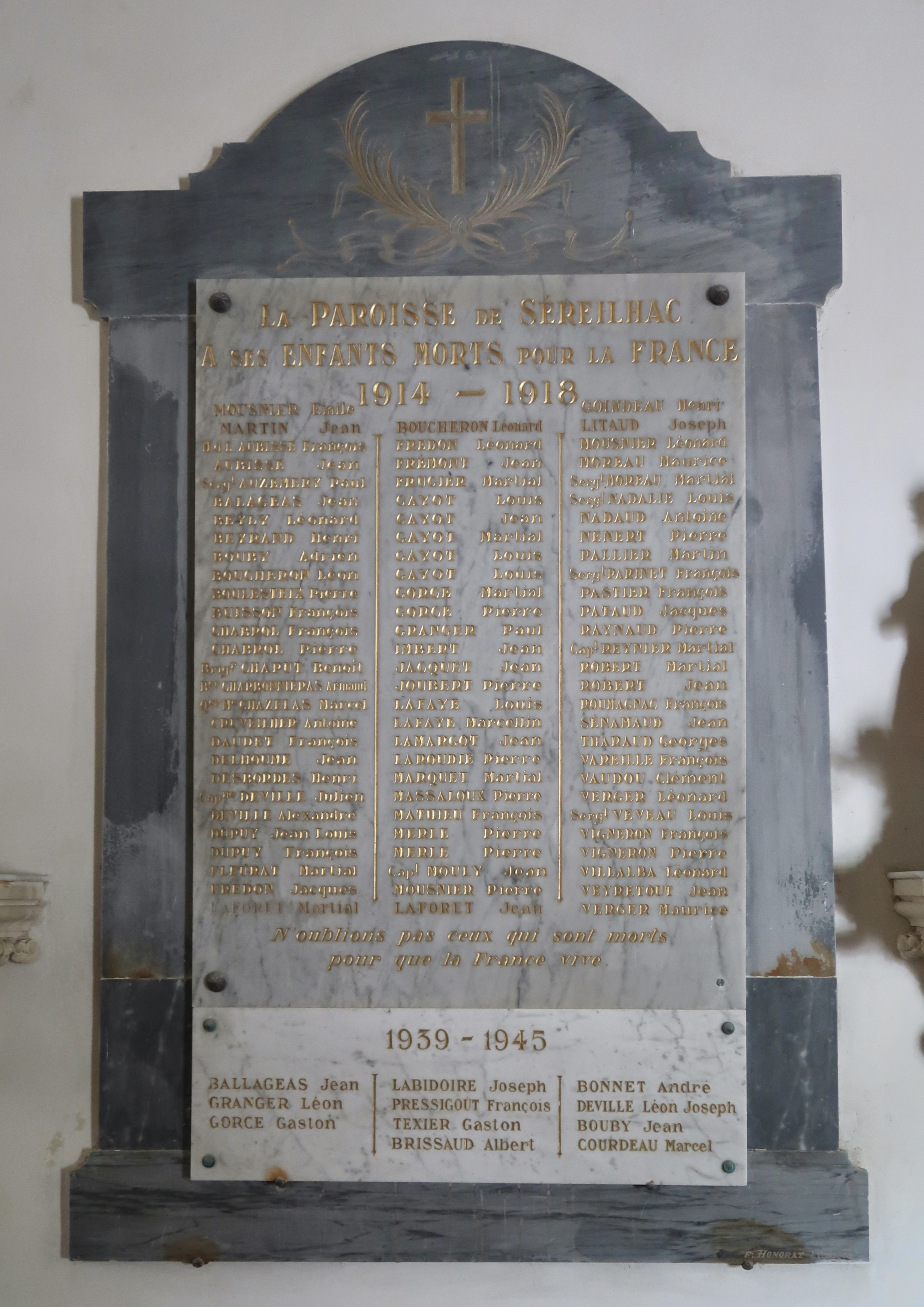
Monument aux morts dans l'église.
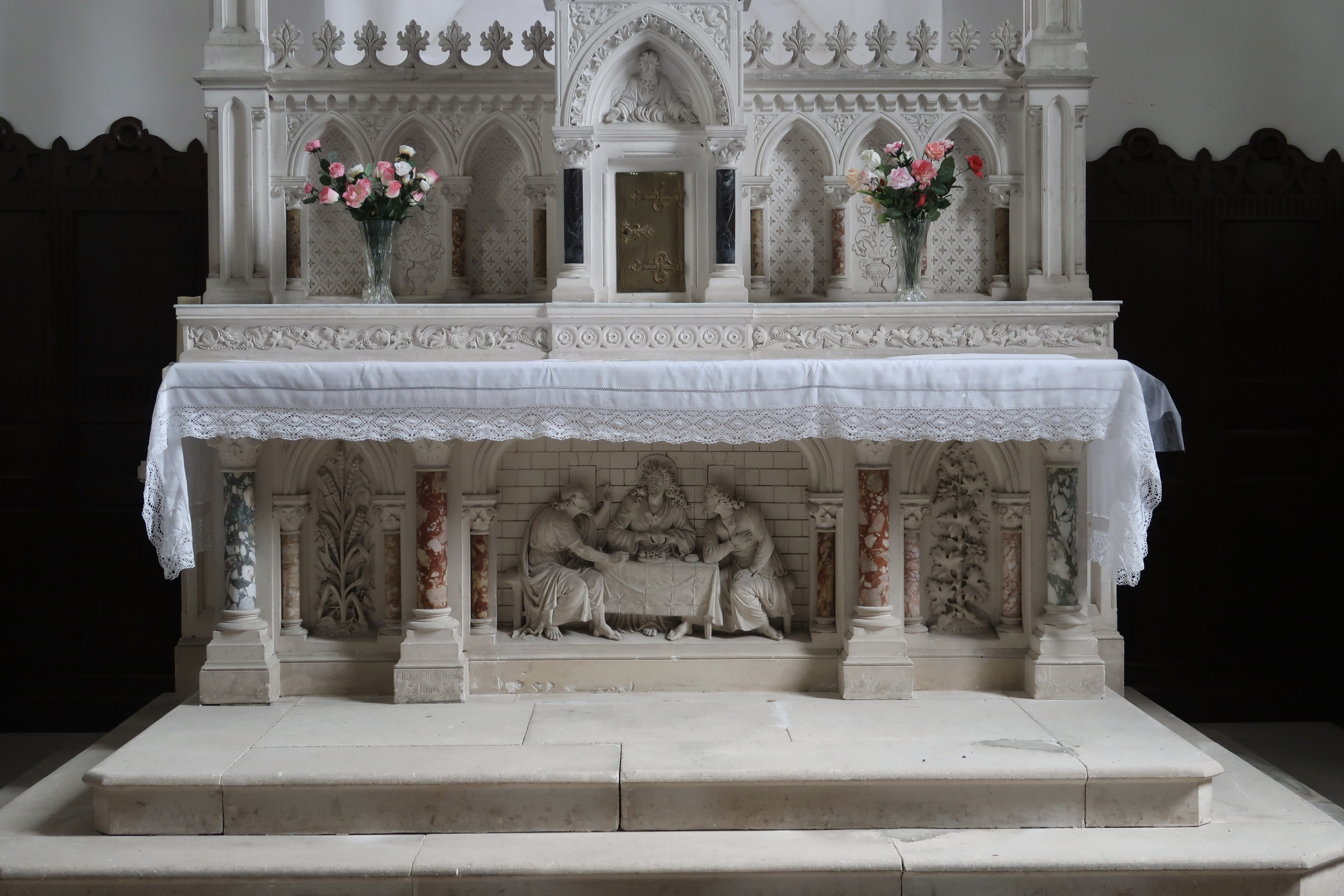
Maître-autel.
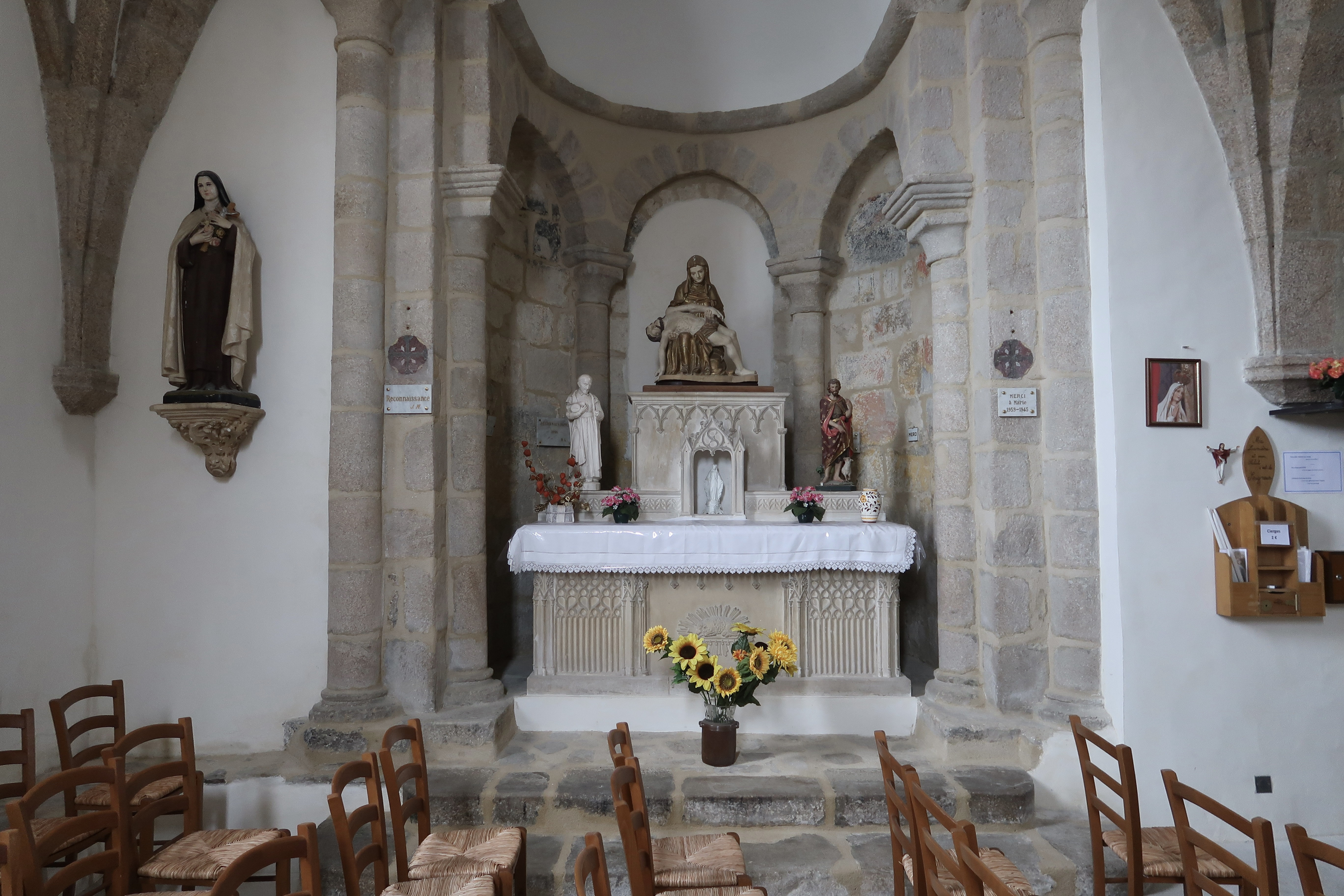
Autel.
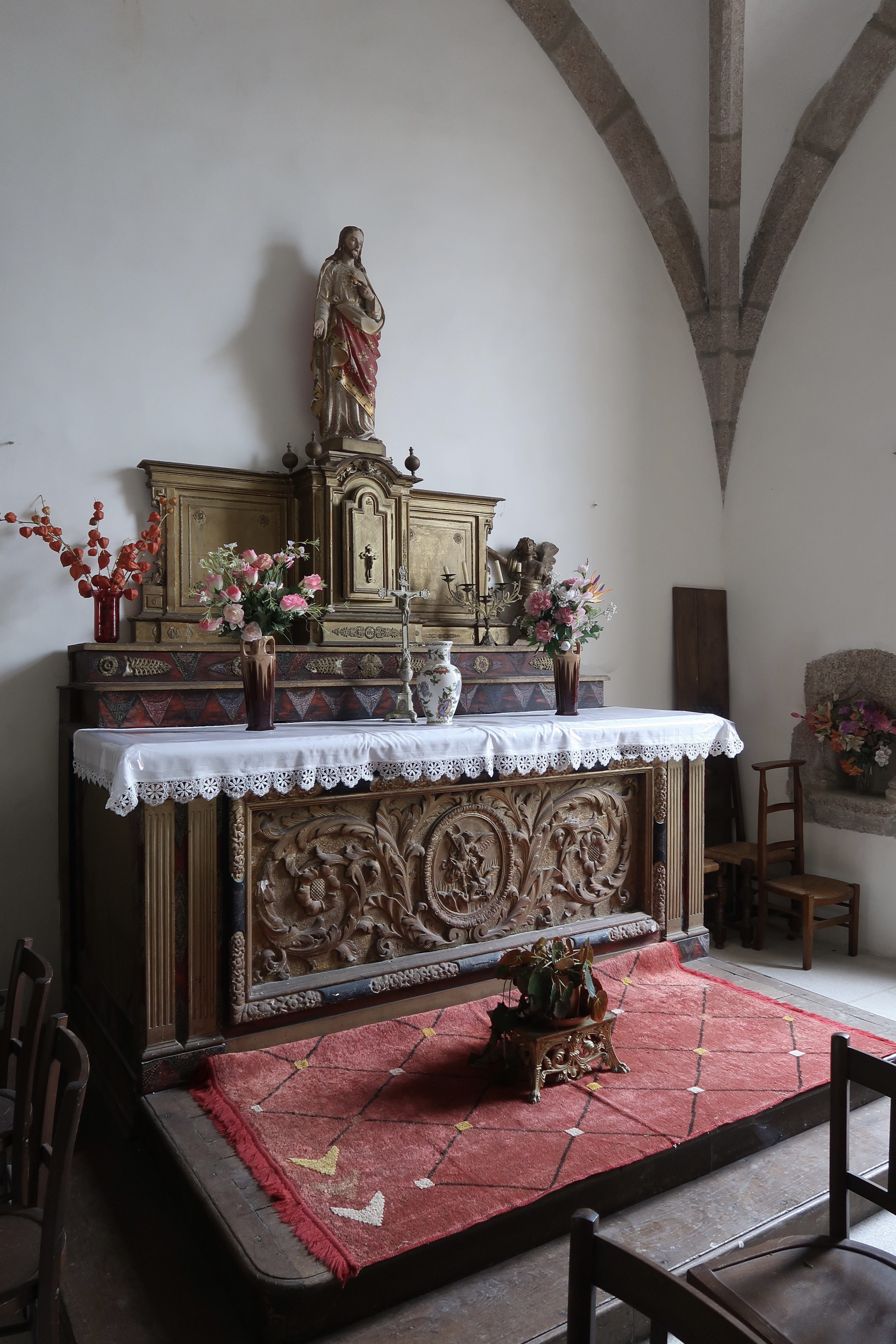
Autel.
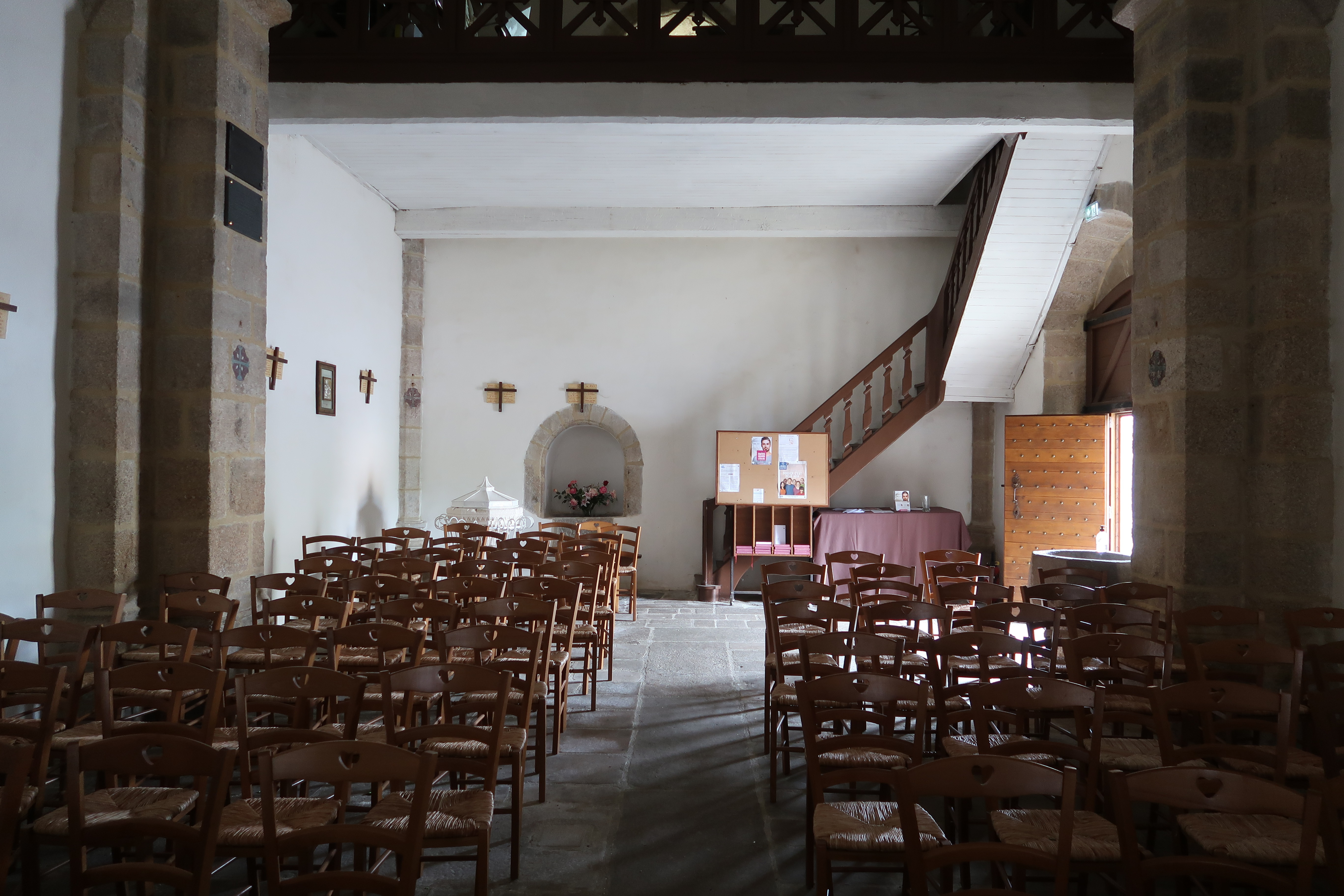
Nef.

### Personnalités liées à la commune
- Pierre Desvalois (1911-2003), secrétaire général du syndicat national des instituteurs de 1962 à 1966.
- Comte Antonin Chebrou de Lespinats (1806-1887), chevalier de la Légion d'honneur (1845), reçu en 1837 à la cour du roi Louis-Philippe 1er, directeur du haras de Pompadour (1834-1837) puis de celui du Pin (1843-1847), inspecteur général des Haras (1847), maire de Séreilhac de 1865 à 1870. Il participa à l'Exposition universelle de 1878 à Paris pour y présenter plusieurs de ses bêtes de races (durham et limousine).
- Comte Victor Chebrou de Lespinats (1838-1906), chevalier de la Légion d'honneur (1897), maître de forges à Neuves-Maisons (arrondissement de Nancy), inventeur des hauts fourneaux.
- Eugène Pinte, dit « commandant Athos ». Dès fin 1940, ce patriote prend contact avec d'autres officiers et constitue les premiers embryons de réseaux de l'Organisation de résistance armée (ORA), dans les secteurs de Cussac et Séreilhac.
- François Mitterrand : sa grand-mère paternelle était limousine, d'une famille de petits fonctionnaires originaires de Séreilhac[36],[37].

### Héraldique
| Blason de Séreilhac | Blason  | Taillé : au 1er de gueules à une croix cléchée, vidée et pommetée de douze pièces d'or, au 2d de sinople à un vase à parfum d'or ; à la barre d’argent chargée de trois mouchetures d'hermine de sable posées à plomb, brochant sur la partition. |
| Blason de Séreilhac | Détails | La croix occitane rappelle l'appartenance de Séreilhac à l'Occitanie. Les mouchetures d'hermine rappellent l'appartenance de la commune au Limousin. Le vase à parfum est l'un des attributs de sainte Madeleine, patronne de la commune. La barre évoque la route nationale 21 qui traverse la commune de Séreilhac du nord-est au sud-ouest. La couleur verte évoque la nature limousine. Création Xavier Lansade, adoptée le 3 décembre 2021. |